# Maria Emilia Zoëga
Maria Emilia Zoëga, kaldet Mimma, (1801-1868) var datter af arkæologen Georg Zoëga (1755-1809) og hans italienske hustru Maria Pietruccioli (død 1807). Efter forældrenes død kom Mimma Zoëga i pleje hos Constantin og Friederike Brun, hvis sommerresidens var Sophienholm ved Bagsværd Sø, medens de om vinteren boede i Moltkes Palæ i Bredgade.
Fru Brun medtog undertiden Mimma på sine rejser, hvad der er baggrunden for at maleren J.L. Lund i 1818, da han opholdt sig i Italien, anvendte Mimma Zoëga og Frederikke Brun som modeller i billedet.
"Zoëga efterlod sig ved sin Død to Døtre og en Søn, for hvis Fremtid han var meget bekymret. Han kunne have sparet sig det. Regeringen bestemte, at Zoëgas Gage fremdeles skulde tilfalde hans Børn: 500 Rdl. til Sønnen til han blev 21 Aar ..., 200 Rdl. til hver af Døtrene til de blev gift, og 1000 Rdl. i Medgift. Den ene Datter giftede sig senere og fik sin Medgift udbetalt; den anden døde ugift her i Landet 1868 og oppebar sin Pension til sin Død". (Citeret fra A.B. Drachmann, "Georg Zoëga" (Tale ved Universitetets Mindefest d. 20. Febr. 1909 [100-året for Zoëgas død]; i hans Udvalgte Afhandlinger, 1911, p. 229).)

## Myte om faderskab
En påstand om at Mimma Zoëga var Thorvaldsens "uægte" datter er ikke underbygget med kilder (endsige fundet nævnt i Thorvaldsen-litteraturen). Rimeligvis er det en fantasifuld konstruktion – eller en ren forveksling.

## Note
1. ↑  "Den hellige Anna lærer Jomfru Maria at læse". Arkiveret fra originalen 10. marts 2016. Hentet 13. juni 2012.
2. ↑  21.7.1822 – Bertel Thorvaldsens Brevarkiv (Webside ikke længere tilgængelig)
3. ↑  28.11.1822 – Bertel Thorvaldsens Brevarkiv (Webside ikke længere tilgængelig)
4. ↑  "Johan Ludvig Heiberg: Flanør og doktor. Epoke – danske romaner før 1900". Arkiveret fra originalen 9. september 2005. Hentet 21. oktober 2005.